# Desafio Internacional da Cidade do Cabo
O Desafio Internacional da Cidade do Cabo é um torneio de futebol amistoso disputado a cada dois anos na Cidade do Cabo, África do Sul. O torneio não tem nome oficial e também é chamado de Desafio Internacional Sub-20 da Cidade do Cabo, ou Torneio Internacional 8 Nações.
O torneio é aberto às seleções Sub-20 e é organizado pela Associação de Futebol da África do Sul.